# 亨德里克·費爾德威爾
亨德里克·費爾德威爾（英語：Hendrik Feldwehr；1986年8月18日—）是一位德國游泳運動員。他主要擅長蛙泳，多次代表德國參加世界游泳錦標賽。